# Дайзен-Мару
Дайзен-Мару (Daizen Maru) — транспортне судно, яке під час Другої світової війни брало участь у операціях японських збройних сил на Тихому океані. 
Судно спорудили в 1943 році на верфі Nippon Kokan    у Цурумі для компанії Osaka Shosen.  
Відомо, що 8 – 15 березня 1944-го «Дайзен-Мару» в конвої MOTA-09 перейшло з японського порту Моджі до Такао (наразі Гаосюн на Тайвані).
Станом на середину червня 1944-го судно знаходилось у Манілі, звідки 18 – 30 червня прослідувало через Мірі (центр нафтовидобутку на північно-західному узбережжі Борнео) до Сінгапуру в конвоях MI-05 та MISHI-03. Невдовзі «Дайзен-Мару» знову було у Мірі, звідки 18 липня – 10 серпня повернулось до Японії в конвої MI-10.
11 – 17 вересня 1944-го судно знову здійснило перехід до Такао в конвої MOTA-26. Далі судно опинилось у Манілі, а 8 – 17 жовтня в конвої MI-19 дісталось Мірі (можливо відзначити, що на цьому переході конвой зазнав серйозних втрат від атак підводних човнів).
Є відомості, що в жовтні 1944-го – лютому 1945-го «Дайзен-Мару» проходило ремонт у Кучінгу (передусім відомий як ще один центр нафтовидобутку на північно-західному узбережжі Борнео).
18 лютого 1945-го «Дайзен-Мару», що мало на борту 350 військовослужбовців та вантаж амуніції, вийшло з Кучінгу в конвої до Сінгапуру. 20 лютого за дві з половиною сотні кілометрів на південний схід від Сінгапуру американський підводний човен USS Hawkbill випустив по «Дайзен-Мару» шість торпед. Три торпеди потрапили у ціль, після чого транспорт затонув протягом півхвилини, загинули 31 член екіпажу та 48 пасажирів.